# كأس ألمانيا 1938
كأس ألمانيا 1938 (بالألمانية: Tschammerpokal 1938)‏ هو الموسم 4 من كأس ألمانيا. أشرف على تنظيمه اتحاد ألمانيا لكرة القدم، وكان عدد الأندية المشاركة فيه 72، وفاز فيه رابيد فيينا.